# Абрамов, Борис Николаевич
Борис Николаевич Абрамов (2 августа 1897 года, Нижний Новгород, Российская империя — 5 сентября 1972 года, Венёв, Тульская область СССР) — харбинский сотрудник и последователь Н. К. Рериха и Е. И. Рерих, составитель нравственно-философских записей, опубликованных (с 1993 года) в серии книг под названием «Грани Агни Йоги», поэт, писатель, педагог.

## Биография

### Годы обучения. 1910-е гг.
Б. Н. Абрамов родился в Нижнем Новгороде в семье потомственного дворянина. Отец — Николай Николаевич Абрамов (1872−1917) был военным (с 1916 г. — подполковник) . Мать — Екатерина Григорьевна Абрамова (1872−1954 ?) — дочь отставного подполковника.
В семье Абрамовых было двое детей: Борис и его старший брат Николай (1896 − ?) .
Семья была православного вероисповедания. Б. Н. Абрамов был крещён в Воскресенской церкви г. Нижнего Новгорода 24 июля (ст.ст.) 1897 г., о чём сохранилась запись в метрической книге церкви.
В августе 1906 года в возрасте 9 лет Б. Н. Абрамов начинает обучение в Нижегородском дворянском институте Императора Александра II. Это среднее учебное заведение для дворянских детей (приравнивалось по статусу к классической гимназии) считалось одним из лучших учебных заведений своего времени. Дворянский Институт давал восьмилетнее среднее образование, которому предшествовал дополнительный «приготовительный» класс. Дворянский институт работал на полном пансионе. В нём преподавались русская грамматика и словесность, Закон Божий, несколько иностранных языков и точные науки, а также велось обучение танцам, музыке, гимнастике.
Фотоальбом «Нижегородский дворянский институт Императора Александра II. 1913 учебный год», изданный в Париже (1913 г.) содержит более тридцати снимков, дающих хорошее представление как о внешнем виде учебного корпуса и его интерьерах, так и о проводимых с учениками занятиях и их быте . На снимке «Шестой класс» в первом ряду рядом с учителем запечатлён Б. Н. Абрамов
В Нижегородском дворянском институте Борис Николаевич обучался по 28 апреля 1915 г. и окончил полный восьмиклассный курс с серебряной медалью. По окончании ему выдан аттестат зрелости за № 800 .
В том же 1915 г. Абрамов поступил на юридический факультет Императорского Московского университета. В Центральном государственном архиве г. Москвы хранится канцелярское дело студента Б. Н. Абрамова за 1915 г., в котором находятся его прошение на имя ректора университета и комплект документов, необходимых для зачисления. Абрамову удалось полностью закончить только первый курс университета.

### Военная служба (1916—1918)
В 1916 году  ситуация на фронтах Первой мировой войны становилась всё более сложной и драматичной для российской армии, которая в ходе тяжёлых боёв несла невосполнимые потери офицерского корпуса. С марта 1916 года на военную службу начали призывать студентов высших учебных заведений.
Несмотря на то, что в феврале 1916 года Абрамову было выдана отсрочка для окончания образования в университете до призыва 1924 года, уже в августе он «подвергнут был освидетельствованию в годности к военной службе» и признан «годным».
Абрамов был отправлен в первый подготовительный учебный батальон, который находился в родном для него Нижнем Новгороде, в зданиях Нижегородской духовной семинарии . Здесь в течение двух-трёх месяцев студенты проходили первоначальное солдатское обучение, после которого направлялись в школы прапорщиков.
9 ноября 1916 года Абрамов был зачислен в число обучающихся Школы прапорщиков по адмиралтейству при морской учебно-стрелковой команде в г. Ораниенбауме (ныне г. Ломоносов Ленинградской области). 12 декабря он принял присягу на верность службы Государю Императору и Родине. В январе 1917 года был произведён в строевые унтер-офицеры.
2-й выпуск Школы, в составе которого находился Абрамов, завершил обучение в конце февраля 1917 года. В «Списке по старшинству баллов» он числится первым (общая сумма баллов — 146,8) из 153 обучающихся. Позже приказом Временного Правительства весь выпуск февраля 1917 года был произведён в мичманы флота.
Согласно приказу Командующего флотом Балтийского моря № 143 от 21.04.1917 года, подписанному вице-адмиралом А. С. Максимовым, Абрамов получил назначение в Або-Аландскую укреплённую позицию. Сначала он исполнял должность старшего офицера 2-й роты 2-го отдельного батальона артиллерии Приморского фронта, а весной 1918 г. он уже был командиром этого батальона.
Або-Аландская позиция входила в систему обороны Морской крепости Императора Петра Великого, охватывавшей финское и эстонское побережья, и защищала подходы к Петрограду с моря. Военные действия в основном происходили на море, русский гарнизон на Аландах в активных боевых действиях не участвовал. К январю 1918 г. большая часть русского гарнизона была эвакуирована на российский материк.
В апреле 1918 года Абрамов «на основании постановления Центрального Комитета Балтийского флота увольняется от действительной службы с перечислением в ратники государственного ополчения».
Вернувшись в Москву, в этом же месяце Абрамов подаёт прошение на имя ректора Московского государственного университета о восстановлении его студентом юридического факультета, куда он и был зачислен. Однако продолжению учёбы помешала развернувшаяся в стране Гражданская война в России.

### Участие в Гражданской войне. 1918—1920 гг.
Второй этап военной службы Абрамова начался в Пермском крае, где он оказался летом 1918 г. Тогда ему исполнился 21 год.
Во время Гражданской войны судьба отдельного человека зависела от истории тех воинских частей, в которых он служил. В связи с непрекращающимися боями и начавшимся общим отступлением Белой армии шло постоянное переформирование войск в целях более успешной тактики. Это нашло отражение и в биографии Абрамова .
С 1 сентября 1918 г. по 1 марта 1919 г. он в должности «командира команды разведчиков» состоял на службе «во 2-й батарее Артиллерийского Дивизиона 8-й Камской стрелковой Артиллерийской Бригады» . Эта бригада входила в состав 8-й Камской стрелковой дивизии адмирала А. В. Колчака, которая была одной из крупнейших на Восточном фронте .
С 1 марта по 1 июня 1919 г. Абрамов служил младшим офицером на плавучей батарее «Микула Селянинович» в Камской флотилии. Как и во время службы на Балтийском флоте, он обеспечивал боеспособность 152-миллиметровых (6-дюймовых) пушек Кане.
С 1 июня 1919 г. Абрамов стал офицером команды связи артиллерийского дивизиона артиллерийской дивизии морских стрелков и через какое-то время оказался в г. Барнауле.
Ещё в декабре 1918 г. адмиралом А. В. Колчаком был издан приказ о формировании из команд Речной боевой флотилии «Отдельной бригады морских стрелков». При каждом её батальоне была и команда связи. После тяжёлых боёв в июле 1919 г. бригада морских стрелков была переформирована в дивизию по штатам стрелковой дивизии. Дивизион артиллерии морских стрелков формировался отдельно от дивизии не в Новониколаевске, а в Барнауле .
Дивизион соединился с дивизией несколько позже. В её составе Абрамов стал участником масштабного отступления Белой армии на восток, которое вошло в историю как Великий Сибирский Ледяной поход под командованием генерал-лейтенанта В. О. Каппеля .
Как указал в биографической анкете Абрамов, пять месяцев с ноября 1919 г. по март 1920 г. продолжался трагический, почти 2000-километровый конно-пеший переход до Читы и далее. Отступающая армия преодолевала 50-градусные морозы, голод и эпидемии на своём пути. В Забайкалье в конце февраля 1920 года дивизия морских стрелков вышла в количестве всего лишь около 300 человек .
В период с января по ноябрь 1920 г. Забайкалье стало последним оплотом Белого движения в Сибири. В феврале 1920 г. остатки армии погибшего генерала В. О. Каппеля под командованием генерал-майора С. Н. Войцеховского соединились с войсками атамана Г. М. Семёнова. К концу февраля каппелевские соединения были переформированы во 2-й и 3-й корпуса .
Абрамов в составе армии генерал-майора И. С. Смолина под общим руководством атамана Г. М. Семёнова оказывается восточнее Читы в г. Нерчинске, который когда-то был первой столицей Забайкальского края.
В армии генерала Смолина Абрамов служил офицером Артиллерийского парка 2-го корпуса. Этот корпус оборонял район станции Оловянная Китайско-Восточной железной дороги (КВЖД), южнее Нерчинска. В это время приказом атамана [Г. М. Семёнова] его производят в лейтенанты флота военного времени за участие в Ледяном походе.
С последними частями 2-го корпуса 20 декабря 1920 года Абрамов прибывает из Забайкалья на ст. Маньчжурия КВЖД в Китае, имея при себе удостоверение от командира Артиллерийского парка Добровольческой бригады. Причиной прибытия им указано «отступление армии в пределы Маньчжурии».
Позже, в одном из писем от 30.01.1922 г. к Е. Г. Зариной Абрамов отмечает в скупых строках об этих тяжелейших годах: «…Только путём невероятных лишений, ужасов и ежеминутной опасности быть убитым или замёрзнуть я спас эту жизнь…»
В 1919—1920 гг. по всей России свирепствовала эпидемия тифа. Тогда против этой болезни ещё не было создано вакцины. Согласно анкете, Абрамов ранен не был, но два раза переболел тифом — сыпным и возвратным. Последствием этого стал приобретённый порок сердца . По воспоминаниям О. А. Копецкой, во второй раз Абрамов перенёс тиф уже по прибытии в Китай.

### Годы эмиграции в Китае. Харбин. 1920—1950-е гг.

#### Работа
С 1 марта 1921 года Абрамов два года работает помощником лаборанта на заводе сухой перегонки дерева на лесной концессии «Л. С. Скидельского и сыновей» на разъезде Лукашёво КВЖД . Несколько его писем, датируемых 1922 годом, имеют адрес отправления то ст. Лукашёво, то г. Харбин.
С 1 марта 1923 г. по 1 ноября 1931 г., в течение восьми лет, Борис Николаевич работает помощником лаборанта в лаборатории Агрономической секции Земельного отдела КВЖД в Харбине. В 1928 г. в «Известиях Агрономической организации» вышел сборник работ лаборатории под названием «Упрощённые методы исследования бобов и некоторых продуктов их переработки». В этом сборнике была напечатана научная статья Б. Н. Абрамова — «Определение влажности бобов».
Причиной увольнения из лаборатории послужило то, как указывает Борис Николаевич в биографической анкете, что он был китайским подданным (ходатайство о принятии в китайское подданство было подано им в 1925 г.). Осенью 1931 г. Маньчжурия была оккупирована японскими войсками. В связи с этим, видимо, начались массовые увольнения китайских граждан по политическим и идеологическим причинам.
Далее два с половиной года с 1931 г. по 1934 г. Абрамов жил частными уроками — преподавал английский язык. В анкетах он указывал уровень владения языком как «преподаватель» и «переводчик».
С 1 июня 1934 г. до конца 1937 г. Борис Николаевич работал инспектором в торгово-налоговом отделе Городского управления Харбина. С 1 января 1938 г. по 30 ноября 1939 г. служил инспектором в Государственном пошлинном бюро.
С 1 февраля 1940 г. по февраль 1946 г. служил сначала секретарём колледжа, а затем заведующим студенческим клубом в Христианском союзе молодых людей (ХСМЛ) Харбина. Как служащий Союза он состоял его членом .
Затем с 12 февраля 1946 г. по 1 августа 1948 г. работал в должности лаборанта химической лаборатории Акционерного общества «И. Я. Чурин и Ко» , с 1 октября 1948 г. по 1 марта 1949 г. — Акционерного общества Северо-восточной химической и фармацевтической лаборатории «Востхим».
С 1 сентября 1949 г. в течение 10 лет, вплоть до отъезда в СССР, работал в Харбинском Политехническом институте: сначала лаборантом, через год — преподавателем русского языка и в течение последних трёх лет был консультантом китайских преподавателей русского языка, а также участвовал в составлении учебников русского языка для учащихся.
Абрамов в совершенстве владел английским, мог объясняться на японском и читал немецкие тексты . В анкете 1943 г. он также указывал о среднем знании им французского языка .

#### Семейное положение
В феврале 1923 г. к Абрамову приехала мать, как он отмечает, «бежавшая из Забайкалья» . Она приехала из г. Иркутска (хотя родилась и жила с семьёй в Нижнем Новгороде) . Все годы до своего ухода из жизни она проживала в Харбине с сыном.
В январе 1929 г. Абрамов вступил в брак с Ниной Ивановной Шахрай (1907—1994), ставшей его единомышленницей и спутницей до конца жизни.
Нина Ивановна родилась 15 мая 1907 года в г. Харбине. В 1924 году, то есть в 16-17 лет, она оканчивает Харбинское коммерческое училище КВЖД. Через пять лет в 1929 г. получает свидетельство об окончании Юридического факультета в Харбине .
Никаких мест работы в харбинской анкете 1942 г. Нины Ивановны не указано. Она написала, что состоит на иждивении мужа и занимается домашним хозяйством . Вместе с тем, в более позднем документе она отмечает, что имеет 20 лет практического стажа цветочницей и вязальщицей . В «Пенсионном деле Н. И. Абрамовой» не представлено документов, подтверждающих этот трудовой стаж . Видимо, это было неофициальное место её работы либо производство к моменту сбора документов, то есть к концу 1959 г., уже не существовало, а свидетелей не осталось.
Известно, что в середине 1940-х гг. Нина Ивановна перенесла тяжёлую болезнь, которая серьёзно подорвала её здоровье. После перенесённой болезни она уже не могла больше работать . Поэтому на попечении Бориса Николаевича в Харбине находились и мать, и жена.

#### Духовные поиски
С молодости Абрамов был увлечён вопросами о смысле жизни и назначении человека, активно интересовался теософией и восточной философией. В поисках ответов он много читал и выписывал в тетрадь всё, что касается духовного совершенствования. В его тетрадях и письмах мы встречаем выдержки из Евангелия, из произведений Ф. М. Достоевского, Л. Н. Толстого, К. Д. Бальмонта, О. Вейнингера, М. Коллинз и др. Внимательно и неоднократно была изучена им книга Рамачараки «Путь достижения индийских Йогов». Этот период исканий приходится на начало 1920-х гг.
До наших дней сохранились 4 письма Абрамова, адресованные им Екатерине Георгиевне Зариной, члену Президиума Теософского общества во Владивостоке в 1920—1922 гг. Она была издательницей теософского журнала «Новые мысли, новые пути». Письма Абрамова были опубликованы ею в двух номерах журнала (№ 12, 13) за 1922 г. в разделе «Теософическое движение в области в письмах».
Письма показывают напряжение духовных исканий и устремлений Абрамова. Вот четыре значимых фрагмента из этих писем:
- «Одному трудно идти, очень трудно. Но я узнал — не умом, не логикой, а чём-то другим, — что наше знание человеческое — ничто (само по себе <…>), что все религии истинные (ибо идея каждой — Бог), что существует мир Христа и Будды, Сократа и Эпикура, Канта и Толстого, мир такой далёкий и чуждый всему тому, что можно выразить одним словом — обывательщина; что в человеке от создания мира есть две возможности: стать животным и человеком, — и что всё это во мне…» (30.01.1922)[37].
- «И мне кажется, что только то учение, которое в состоянии охватить всё: от инфузории до Шекспира, от притяжения атомов до космогонического цикла, от злободневной гнусной сплетни или пошлости до величайшего самоотречения, — смело, без запинки может быть принято мною. Где оно?» (30.01.1922).
- «Я глубоко убеждён, что не учреждения, не формы, не правительства и общественный строй надо переделать, а надо переделать самих себя — и остальное придёт само к ним, кому это „остальное“ нужно. И в этой волне теософического движения я вижу проблески грядущего мира и поворота в истории общечеловеческой мысли» (12.05.1922).
- «Единственная работа, которой с наслаждением мог бы посвятить всю свою жизнь, — это работа на проведение в жизнь, в мир, новых идей и мыслей, которые уже стали частью моей жизни; и желание моё помочь другим в этом крепнет с каждым днём» (05.06.1922) .

Идея, высказанная в последней цитате, оказалась во многом пророческой. Абрамов, действительно, большую часть жизни посвятил постижению нового Учения Живой Этики (Агни Йоги), принесённого в мир семьёй Рерихов. Первые страницы этого учения начали составляться в 1920 году. Разработка идей Живой Этики и приложение их в каждодневной практике стали основной линией его творческой деятельности.

#### Встреча с Н. К. Рерихом
Летом 1934 года произошло личное знакомство Абрамова с Николаем Константиновичем Рерихом (1874—1947), великим художником, мыслителем-гуманистом, инициатором Пакта «Об охране художественных и научных учреждений и исторических памятников», и его сыном — востоковедом Ю. Н. Рерихом. Рерихи посетили Харбин в период Маньчжурской экспедиции 1934—1935 годов.
Эта встреча стала поворотной вехой и определила всю последующую жизнь Абрамова.
В период пребывания в Харбине Николай Константинович объединил вокруг себя небольшую группу людей, духовно созвучных Учению Живой Этики, наиболее готовых к сотрудничеству и привнесению идей культуры в жизнь. Под руководством Н. К. Рериха проходили регулярные встречи сложившегося «Содружества» . В группу входили, кроме Б. Н. и Н. И. Абрамовых, Е. П. Инге, З. Н. Чунихина, В. К. Рерих, П. А. Чистяков, супруги А. П. и Е. С. Хейдоки, В. Н. Грамматчиков и другие.
Центральное место в этих беседах отводилось Учению Живой Этики, посвящённому вопросам беспредельной эволюции мироздания и человечества как его части, их многомерности и глубинной взаимосвязи. Учение, утверждая существование единых Законов космоса, осмысливает их как основы жизни и прогрессивного развития всего сущего. В созвучии и ритме с ними главными направлениями деятельности человека являются творчество, познание, духовно-нравственное совершенствование, труд на общее благо.
Нравственно-философские и культурно-просветительские идеи Н. К. Рериха оказались очень близки Абрамову. Всем сердцем он принял Н. К. Рериха как наставника жизни, духовного Учителя.
Одно из стихотворений Абрамова посвящено книгам Живой Этики. Оно показывает, какую значимость они приобрели в его жизни.
Книги Учения
Как утра нежный свет сгоняет ночи тень,
И пенье птиц рождает в сердце сладость,
Как солнца первый луч нам возвещает день,
И ветер с гор приносит мир и радость –
Так этих книг слова подобны пенью птиц,
Они в душе рождают песни счастья,
Горят огнями утренних зарниц

И освещают путь, как луч в ненастье.
Перед отъездом из Харбина Н. К. Рерих вручил Борису Николаевичу и его жене Нине Ивановне кольца ученичества как знак особого доверия и духовной близости. В жизни Абрамовых совершилось самое главное — произошло внутреннее самоопределение, открылись новые горизонты развития и совершенствования.
С середины 1930-х годов и вплоть до ухода из жизни Н. К. Рериха (1947), а затем Е. И. Рерих (1955) Абрамовы вели переписку с ними и надеялись на новые встречи. До нас дошло 39 писем Е. И. Рерих, адресованных Абрамовым. Эта переписка носила глубоко доверительный и утончённо-сердечный характер. Елена Ивановна называла Бориса Николаевича «духовным сыном» и помогала ему мудрыми советами. Она прислала Абрамовым на память два тома книги «Беспредельность», входящей в состав Живой Этики.
В 1934 году в Харбине был образован Русский комитет Пакта Рериха по защите культурных ценностей, активным сотрудником которого стал Б. Н. Абрамов. В том же году комитетом была издана брошюра «Знамя Мира. Русский комитет Пакта Рериха в Харбине. Отчёт». Символ Пакта — три красных круга в единой окружности — отражает рериховское понимание культуры и движущие силы эволюции человечества. Культура — это синтез лучших достижений в трёх важнейших сферах человеческой деятельности: науке, искусстве и религии. Также это символ прошлого, настоящего и будущего в круге вечности; единство трёх начал в человеческом микрокосме — тело, душа и дух, и в бытии — земное, тонкое и огненное начала жизни.

#### «Младшее содружество»
«Содружество», основанное Н. К. Рерихом, просуществовало долгие годы, вплоть до 1950-х гг., когда члены его начали разъезжаться по разным странам из китайского Харбина. Позже оно получило название «старшего» «Содружества», так как некоторые из его членов, в свою очередь, стали вести небольшие группы молодых людей по изучению Живой Этики.
С начала 1940-х гг. под руководством Абрамова стал складываться круг заинтересованных молодых людей, ставших со временем его духовными учениками и ученицами. Еженедельный ритм встреч многими годами создавал основу для глубокого погружения в идеи Учения Живой Этики и мощного подъёма творческих сил.
На встречах изучались основы философии и практики нравственного совершенствования Живой Этики, вырабатывались правила жизни и внутренней работы над собой. Большое внимание уделялось развитию собственных творческих способностей членов группы. Абрамов поддерживал учеников, делился своим опытом, давал ценные советы. Одна из его учениц отмечала, что «беседы с ним на темы о значении искусства и творчества, о самоусовершенствовании, о цели жизни, о счастье, о жизненном пути, о вечности и ещё о многом другом были интереснейшими беседами, которые запали в сердце на всю жизнь».
Среди учеников Абрамова:
- Наталия Дмитриевна Спирина (1911—2004) — рериховед, поэт, с её именем связывают создание нового — рериховского направления в поэзии, основатель и председатель Сибирского Рериховского Общества (Новосибирск), инициатор и организатор создания двух Музеев Н. К. Рериха в Новосибирске и в Горном Алтае, в селе Верхний Уймон. Издательством СибРО опубликованы конспекты её бесед с Борисом Николаевичем с 1946 по 1971 год под названием «Искры Света»[45].
- Ольга Стефановна Кулинич (в замуж. Коренева, ок. 1921—2011) — музыкант-исполнитель, жила с 1962 г. в Австралии, закончила консерваторию в Сиднее, писала стихи и прозу.
- Ольга Адриановна Копецкая (ур. Бузанова, 1924—1999), художница, жила с 1959 г. в Австралии.
- Аркадий Семёнович Падерин (1914—1979), художник-оформитель, увлекался рисованием и музыкой. Б. Н. Абрамов не вводил А. С. Падерина в ближайший круг своих учеников и встречался с ним отдельно. После возвращения в СССР А. С. Падерин отработал, как все репатрианты в 1954 г., три года в совхозе Карагандинской области в Казахстане, откуда в 1957 году вместе с матерью переехал в Свердловск (сейчас Екатеринбург), где жили их родственники.
- Борис Андреевич Данилов (1927—2011) был учеником Е. П. Инге, одной из активных участниц «старшего» «Содружества». С 1953 г. по её просьбе (в связи с отъездом в Германию) Б. Н. Абрамов продолжил занятия с ним до его отъезда в СССР в 1954[46] г. На родине Б. А. Данилов три года работал на целинных землях механиком-комбайнером в совхозе Чкаловской области (сейчас Оренбургская область) и в 1957 году смог переселиться в Новосибирск. Б. А. Данилов писал статьи и воспоминания[47]; более 20 лет был директором издательства «Алгим» (Новосибирск), публиковавшего рукописи Бориса Николаевича.
- Лидия Ивановна Прокофьева (в замуж. Зубчинская, 1925—2014), врач. Из Харбина переехала к мужу в СССР в 1956 г. в посёлок Вихоревка, Иркутской области. После выхода на пенсию, с 1971 г. жила в Усть-Каменогорске.
- Николай Александрович Зубчинский (лит. псевд. Уранов) (1914—1981), писатель, поэт, художник-любитель. После ареста советскими властями в 1945 г. отбывал срок без права переписки в сибирских лагерях до 1956 г. После освобождения работал в посёлке Вихоревка, Иркутской области. Вместе с женой Л. И. Зубчинской отошёл от Б. Н. Абрамова как духовного учителя, необоснованно посчитав, что «перерос его»[48]. С 1971 г. жил в Усть-Каменогорске.

Воспоминания учениц помогают нам представить облик Абрамова и восстанавливают эпизоды из его жизни.
Н. Д. Спирина писала:
Облик Бориса Николаевича можно охарактеризовать одним словом: “благородство”. Очень гармоничная внешность, спокойные, сдержанные манеры, негромкий голос, светлые пронзительные глаза, глядящие в самую душу. (…) Он был суров, но необыкновенно добр и отзывчив. Эту отзывчивость и конкретную помощь мы ощущали на каждом шагу во всех наших проблемах и трудностях, как духовных, так и материальных. (…) Часы общения с Борисом Николаевичем были для меня лучшими часами в моей жизни».
«Он всегда был спокоен, собран и твёрд. Делая любую повседневную работу тщательно и умело, он был внутренне свободен от тесноты и тягости быта... Среди любых житейских дел он мог начать говорить о вещах духовных и говорил всегда чётко, кратко и вразумительно, без лишних слов. И всегда о самом на данный момент существенном. (…) Учил мыслить во благо, указывая, что мысль, дисциплинированная и целенаправленная, есть великая сила; учил делиться своей психической энергией, делать посылки больным и нуждающимся. Люди инстинктивно тянулись к нему за помощью…»
О. А. Копецкая отмечала особые способности Б. Н. Абрамова, его развитую волю и дисциплину:
«…До приезда в Харбин он прошёл Ледовый Поход. В походе вспыхнула эпидемия сыпного тифа. Он очень хорошо понимал, что заболеть в походе – это значит конец. Он приложил всю силу своей воли и мысли, чтобы остаться здоровым в походе. Но по приезде в Харбин слёг с этой болезнью и перенёс сыпной тиф уже в Харбине. Это рассказывал как иллюстрацию того, что силой воли и мысли можно многое контролировать» .
«Устремлён был всегда в будущее и учил нас, своих учеников, устремляться в будущее, работать над собой, учиться и накапливать знания для будущего, – не жить прошлым. В будущем можно достичь желаемого, в прошлом ничего изменить нельзя. …
По натуре был он человеком тонким и возвышенным, любил поэзию, живопись, музыку. … В людях стремился видеть всё хорошее и светлое, много общался с молодёжью...
Помню его заветы, которые остались в сердце как вехи в жизни. Вот несколько из них: (…) “Иди верхним путём” – не трать драгоценного времени на мелкие неприятности в жизни, будь выше всего этого и не выпускай из поля своего зрения прекрасное и светлое, к нему стремись. (…)
“Цементируй пространство добрыми мыслями” – контролируй мысли свои, так как не только дела и слова имеют свои следствия, но и мысли также. Добрые мысли принесут и добрые следствия.

Своим примером утверждал данные положения».

### Возвращение в Россию. Новосибирск — Москва
Долгие годы Абрамовы находились в ожидании возвращения на Родину, поскольку стремились к исполнению завета своих духовных Учителей Н. К. и Е. И. Рерихов — ехать именно в Россию, страну будущей новой культуры. Когда такая возможность, наконец, открылась, семья Абрамовых переехала в СССР.
22 сентября 1959 г. Генеральное консульство СССР в Харбине удостоверило ряд документов, касающихся жительства и мест работы Б. Н. Абрамова, а 8 октября супруги уже получили советские паспорта и через неделю были прописаны в Новосибирске.
Абрамову удалось провезти через жёсткий досмотр на границе книги Учения Живой Этики, свои духовно-философские дневники, переписку с Рерихами. Позже, в начале 1990-х гг., эти чудом привезённые книги стали источником первой полной публикации Живой Этики в Советском Союзе.
Обустройство на Родине заняло несколько лет и складывалось непросто. Больше года прожили Абрамовы в Новосибирске на квартире у харбинских знакомых, занимая одну комнату и не имея возможности распаковать вещи. Получить собственное жильё (несмотря на обещания властей) или снять что-то подходящее им так и не удалось.
Известно, что Абрамов работал один месяц в марте 1960 г. в Новосибирской областной библиотеке. 27 сентября 1960 года в Картинной галерее Новосибирска открылась постоянная выставка картин Н. К. Рериха. Основу этой коллекции составили 60 полотен, которые передал в дар Сибири Ю. Н. Рерих . В организации выставки активно помогал и Борис Николаевич. Он принимал участие в развешивании картин и информационной разработке экспозиции. Есть сведения, что он публиковал статьи в местных газетах.
Сразу по приезде в СССР Абрамов приехал в Москву для личной встречи с Ю. Н. Рерихом, вернувшимся на Родину в 1957 г. Во время встречи (прошедшей до 8 декабря 1959 г.) состоялась важная беседа. В СССР Юрий Николаевич привёз большую часть наследия родителей — картины, рукописи, коллекции восточного искусства. В то время он много хлопотал о возможности создания в Москве или Петербурге Музея Н. К. Рериха. Сотрудничество с Юрием Николаевичем, участие и помощь в его делах были, несомненно, важной целью Бориса Николаевича и явились причиной его стремления к переезду в Москву. Однако так сложилось, что это была их единственная личная встреча. Второй приезд Б. Н. Абрамова в Москву в конце мая — начале июня 1960 г. был омрачён трагической вестью об уходе из жизни Ю. Н. Рериха.
Ранее, узнав о проблеме Абрамовых с жильём в Новосибирске, Юрий Николаевич пытался помочь им обосноваться в Москве. Вариантов поселения на тот момент оказалось два: либо на строящейся специально для Ю. Н. Рериха государственной даче, либо на даче академика Н. Д. Зелинского, с семьёй которого был дружен Юрий Николаевич (сын академика был его учеником).
После смерти Ю. Н. Рериха строительство его дачи остановилось. Получив разрешение от Зелинских поселиться на их даче, Абрамовы переехали в Москву и с середины февраля до конца мая 1961 г. жили в Подмосковье, заняв флигель, обустроенный для жизни в холодный период . Однако получить постоянную прописку там оказалось невозможным, и им пришлось искать новое местожительство.
После непростых поисков Абрамов остановил свой выбор на г. Венёве Тульской области. Город располагается в 163 км к юго-востоку от Москвы. Важную роль в этом решении, по всей видимости, сыграли более тёплый климат (в связи с нездоровьем Нины Ивановны), близость к столице и возможность на электричке побывать там. 12 июня 1961 г. Абрамовы приехали в Венёв и жили здесь до февраля следующего года.
В 1961 г. во время пребывания в Москве З. Г. Фосдик, исполнительного директора Музея Николая Рериха в Нью-Йорке, с целью изучения архивов о Н. К. Рерихе Б. Н. Абрамов оказывал активную помощь в её работе. Познакомились они в начале 1950-х гг. по инициативе Е. И. Рерих через письма. З. Г. Фосдик вспоминала:
«Борис Николаевич во многом мне способствовал, был полон воодушевления, находил для меня нужные справки, а также знакомил меня с кипучим духом тогдашней жизни и устремлениями молодёжи к новым веяниям в литературе и искусстве. Сам он горел огнём духа, верил в светлое будущее, был полон внутренними исканиями. Красота, в чём бы она ни выражалась, на него глубоко действовала, он весь светился при соприкосновении с нею. Всем он хотел помогать, чем только мог. Помню его слова: “Я всегда привык давать, а вот брать трудно для меня”».
В том же году Абрамов посетил Свято-Троицкую Сергиеву Лавру и молился перед мощами преподобного Сергия Радонежского. По его просьбе, монах даже открыл раку, и Борис Николаевич смог приложиться к мощам Святого . Б. Н. Абрамов глубоко почитал и любил облик преп. Сергия — величайшего духовного Водителя, Заступника и Покровителя России, оказавшего ключевое влияние на формирование духовной культуры и государственности нашей страны.
По приглашению знакомых из Украины Абрамовы весной 1962 г. предприняли последнюю попытку поменять место жительства и обосноваться на окраине Киева, в сельской местности. Однако оказалось, что знакомые не выполнили своих обещаний, и надежды на получение жилплощади не осуществились. Абрамовы в июне того же года вернулись назад в Венёв и обосновались здесь до конца жизни .

### Жизнь в Венёве. 1961—1972 гг.
Венёв — небольшой старинный русский город, в котором в 1960-х годах проживало около 6 тысяч человек. По преданию, венёвские места были ознаменованы приходом преп. Сергия Радонежского в Венев-монастырь навестить своего духовного ученика — игумена Петра, первого настоятеля мужской обители. Преп. Сергий подарил ему жезл, власяницу и посох, которые хранились здесь до 1930 г.
Над Венёвом возвышается величественная колокольня разрушенного после Великой Отечественной войны Николаевского храма. Это самая высокая колокольня в Тульской области — 77,5 м. По воспоминаниям венёвцев, Абрамов заботился о её восстановлении, видя в ней символ стойкости и устремлённости человеческого духа.
Абрамов полюбил природу венёвского края. Его глубоко тронула легенда о 12 ключах, рассказанная ему венёвским другом. Это место, как и другие живописные окрестности Венёва, он любил посещать и радовался красоте природы.
Третьим местом жительства Абрамовых в Венёве стала однокомнатная квартира в двухэтажном панельном доме, которую они получили в 1964 г. Однако шум и беспокойство соседей вынудили их через год переехать в небольшой частный дом, где и прошли последние годы жизни Бориса Николаевича. Это был дом барачного типа (на трёх хозяев), где они заняли третью часть дома и полоску огорода. До наших дней дом не сохранился. В 1987 г. на его месте построено жилое пятиэтажное здание.
В Венёве Абрамов, несмотря на пенсионный возраст, старался найти работу: преподавал английский язык на вечерних курсах и давал частные уроки поступающим в вуз .
Приехавших из-за границы в СССР окружала атмосфера подозрительности и насторожённости. Абрамовых это вынуждало быть более замкнутыми и осмотрительными. Подполковник в отставке Ю. П. Бургасов, работавший в то время директором автотранспортного предприятия и близко знавший Б. Н. Абрамова семь лет, вспоминал:
«Многие знали о нашей дружбе. Я за это два строгих выговора получил и предупреждение об исключении из партии. В Венёве он больше никому о себе не рассказывал, отчасти и потому, что я его предупредил». «Борис Николаевич был кристальной чистоты человек. Для него честь была дороже жизни. Таких офицеров, как он, я знал очень немного» .
Несмотря на бытовую неустроенность (приходилось самому носить воду, колоть дрова, топить печь, работать в огороде), интенсивность творческой жизни Абрамова никогда не прерывалась. Близость к Москве позволяла ему посещать важные мероприятия рериховской направленности и поддерживать контакты с единомышленниками. Известно, что он присутствовал на праздновании 60-летия Ю. Н. Рериха в Институте народов Азии АН СССР в 1962 г., на праздновании 90-летия Н. К. Рериха и на выставке его картин в Государственном музее искусств народов Востока в 1964 г., 17 августа 1965 г. — на открытии памятника Ю. Н. Рериху на Новодевичьем кладбище.
Многие друзья, несмотря на дальность расстояний, посещали Абрамовых в Венёве, некоторые из них — достаточно регулярно. Среди них Л. С. Митусова, дочь двоюродного брата Е. И. Рерих, из Санкт-Петербурга , харбинцы, вернувшиеся на Родину: Г. А. Иванов (г. Усть-Каменогорск, Казахстан), Г. П. Кучма (г. Караганда, Казахстан), З. Н. Чунихина (г. Черногорск Красноярского края), А. П. Хейдок (г. Балхаш, Казахстан), новые московские знакомые: художники-космисты Б. А. Смирнов-Русецкий, В. Т. Черноволенко, воспитанница семьи Рерихов И. М. Богданова, супруги А. М. Горностай-Польский и З. К. Кермель и другие. Общение с Борисом Николаевичем поддерживали и его ученики: Н. Д. Спирина. А. С. Падерин, Б. А. Данилов. Так, Наталия Дмитриевна ежегодно приезжала в Венёв из новосибирского Академгородка во время отпуска вплоть до 1969 г., когда тяжело заболела её мама. Все годы до ухода Б. Н. Абрамова из жизни между ними существовала регулярная переписка, доверительная и содержательно насыщенная.
Единомышленники и друзья приезжали к Абрамову для бесед на темы Учения Живой Этики и теософии, чувствуя в нём силу духа и признавая его авторитет. «Вы для меня очень Большой Человек», — писал Б. Н. Абрамову в августе 1961 г. художник-космист В. Т. Черноволенко. В 1963 г. Н. И. Абрамова в одном из писем к Н. Д. Спириной отмечала: «На Новый год мы получили 34 поздравления, и все, конечно, ждут писем…»
В 1972 г. Абрамов получил долгожданную и радостную весть: в серии «Жизнь замечательных людей» вышла книга «Рерих». Один из её авторов, П. Ф. Беликов, крупный рериховед, близкий и преданный сотрудник семьи Рерихов, с которым Борис Николаевич состоял в переписке, подарил ему книгу с дарственной надписью: «Дорогому Борису Николаевичу с сердечным приветом и самыми светлыми пожеланиями. Автор. 22.08.1972 года».
Лето 1972 года было очень засушливое и жаркое. Начались пожары на торфяных болотах, вызвав сильное атмосферное загрязнение. Борису Николаевичу приходилось поливать огород, носить воду из колонки и самому заготавливать дрова. Для его сердца эта нагрузка оказалась чрезмерной.
5 сентября 1972 года Абрамов скоропостижно ушёл из жизни. Он был похоронен в Венёве на кладбище возле старинного Иоанно-Предтеченского храма.
Несмотря на физическую слабость и нездоровье, Нина Ивановна прожила ещё более 20 лет одна. В середине 1980-х гг. она получила квартиру в новом доме. Все последние годы Нину Ивановну опекали Б. А. Смирнов-Русецкий и его ученики (Е. А. Николаев, О. И. Тананаева и др.), которые регулярно приезжали из Москвы в Венёв, привозили продукты и лекарства.
Н. И. Абрамова ушла из жизни 20 июня 1994 г. Похоронена рядом с мужем.
Нина Ивановна хранила архив и рукописи Бориса Николаевича, за несколько лет до своего ухода передав их Б. А. Данилову и Н. Д. Спириной в Новосибирск.

## Творчество

### Записи на духовно-философские темы

#### Истоки и преемственность
Главным трудом всей жизни Абрамова стало составление нравственно-философских записей, развивающих темы Учения Живой Этики (Агни Йоги) и отражающих практический путь самосовершенствования, которому он неуклонно следовал до конца своих дней. Начало записей относится к 1940 г., последней датой является 5 сентября 1972 г., день ухода Бориса Николаевича из жизни.
Е. И. и Н. К. Рерихи были знакомы с записями Абрамова, которые он им посылал в Индию. В ответных письмах Елена Ивановна неоднократно подтверждала их единый с Учением Живой Этики (Агни Йоги) духовный источник и идейную преемственность. Она призывала Бориса Николаевича «хранить эти жемчужины» и, не сомневаясь в своих силах, систематично продолжать творческую работу.
Борис должен продолжать записывать свои ощущения и всё, что слышит. Главное, нужно придерживаться систематичности и последовательности в этих записях. (Письмо от 23.01.1951 г.) 
Родной мой Борис, отбросьте все сомнения. Помните, что, пока Вы связаны любовью и преданностью к Великому Образу [Духовного Учителя], никто и ничто не может нарушить эту связь. Конечно, понимаю сердцем, как Вам хочется слышать подтверждение об этой связи, и с радостью, троекратно, подтверждаю то, что Вы передаёте мне, как именно исходящее из Высшего Источника. (…) Очень хотела бы иметь ещё строки Изречений, явленных Вам. Храните эти жемчужины и не удивляйтесь, что услышанное и рождающееся в Вашем мозгу близко получаемому Учению, но иначе как же усвоить даваемое? (Письмо от 28.12.1954 г.)
Записи Абрамова, получившие при первом издании (с 1993 г.) название «Грани Агни Йоги», поясняют и углубляют многие философско-антропологические и нравственно-практические идеи Учения Живой Этики (Агни Йоги). Это отмечают исследователи, изучающие наследие семьи Рерихов и их последователей.
Кратко характеризуя эту традицию знания, можно проследить, как от 1870-х гг. (когда начала свою работу над теософскими книгами Е. П. Блаватская) — к 1970-м гг. тематика по сути единого учения становилась более конкретно-практической. Если «Тайная Доктрина» охватывает обширный круг разнообразных проблем онтологии, гносеологии, космогонии, антропогенеза, теории эволюции Земли и человечества, многомерной природы космоса и человека и т. д., то Учение Живой Этики сосредоточивается прежде всего на философско-антропологических, социальных и этических вопросах. В свою очередь, в «Гранях Агни Йоги» преимущественное внимание уделяется теме нравственного преображения человека в проекции каждодневной жизненной практики. «Грани Агни Йоги» представляют собой опытное руководство и своего рода энциклопедию духовно-нравственного совершенствования человеческого сознания. Путь саморазвития является здесь важнейшим источником прогрессивных изменений общества и жизни на земле.
Понятийный аппарат, основные проблемы и подходы к их рассмотрению, образный строй «Граней Агни Йоги» аналогичны книгам Учения Живой Этики. Что касается стиля изложения записей, то при всей их близости к книгам Учения, он отличается своеобразием, присущим именно Абрамову. Поскольку «Грани Агни Йоги» являются развитием основных «граней», то есть идей Живой Этики, будет закономерным прежде их изучения познакомиться и с Учением, и с художественным, публицистическим и эпистолярным наследием Е. И. и Н. К. Рерихов.
На вопрос, как и откуда рождаются образы и идеи в сознании, творческие люди дают разные объяснения. Одни говорят — они сами рождаются в воображении, другие — тонко чувствуют приход этих образов откуда-то из пространства, третьи — черпают новые идеи в снах и т. д. Надо полагать, различные ответы отражают не только субъективное осмысление, но и разные источники творческой деятельности. Б. Н. Абрамов был далёк от того, чтобы присвоить себе создание прекрасных, глубоких идей, которые он стал записывать. Он понимал, что записанные им идеи существовали и существуют в безбрежном многомерном пространстве безотносительно к его личности, до и вне его. В этом проявилась традиция анонимности знания и истины как таковых, подчёркивающая их общечеловеческую природу, которая не может быть чьей-либо собственностью.
За подтверждением своего понимания источника записей Борис Николаевич обратился к Е. И. Рерих. Она ответила твёрдо и определённо, что записи являются результатом его сотрудничества с духовным Учителем, дававшим книги Живой Этики и являвшимся одним из Авторов «Тайной Доктрины». Возникшая духовно-телепатическая связь свидетельствовала о близких взаимоотношениях Б. Н. Абрамова с духовным Учителем, складывавшихся на протяжении многих прошлых существований Бориса Николаевича. После ухода Е. И. и Н. К. Рерихов с земного плана он стал воспринимать и записывать сообщения и от них.
Авторитет Н. К. Рериха и Е. И. Рерих как мыслителей-гуманистов даёт нам основание на позитивное, доверительное отношение к записям Б. Н. Абрамова. Далее каждый изучающий может своим опытом понимания и применения оценить плодотворность и жизненность знаний, содержащихся в них.
В рассматриваемой традиции знания подлинное творчество — это всегда большая внутренняя работа, требующая постоянной дисциплины, самоконтроля, распознавания качества своих мыслей, чувств и сердечно-волевого управления ими. Гармоничность и значительность творческих результатов находятся в прямой зависимости от одухотворённости и глубины сознания их творца.
Абрамов чаще всего работал глубокой ночью или ранним утром, когда сознание было более чутким и утончённым после ночного сна, не погружённым в дела и суету повседневности (днём он переписывал всё начисто). При этом, сам путь духовного развития ставил перед ним планку выше — удержать эту чистоту и возвышенность мышления в течение всего дня.
Таким образом, «Грани Агни Йоги» ценны не только открытием новых горизонтов знания, но и описанием индивидуальной духовной работы, которую Борис Николаевич не прекращал ни на минуту. Путь неуклонного утверждения в своих действиях высших ценностей и сознательного противодействия всем низшим проявлениям человеческой природы и лежит в основе духовного подвижничества, или йоги. В этом содержание «Граней Агни Йоги» созвучно Учению Живой Этики, в основе которого лежит уникальный духовный опыт Е. И. Рерих.
Мало кто из друзей знал о подвижническом труде Абрамова. Он не стремился распространять свои записи, так как всякое миссионерство в области духовного знания отвергается в традиции Живой Этики. Те же, кто был знаком с ними при его жизни, за малым исключением, восприняли их с глубоким уважением и доверием.
Н. Д. Спирина характеризовала самоотверженный труд Бориса Николаевича во многих статьях:
Накопленные Записи – это подвиг жизни. И мы, знавшие об этом подвиге, всегда относились к ним с благоговением. ...Мы, много лет изучавшие книги Живой Этики, постоянно отмечали, что в Записях даются новые аспекты положений Учения, дальнейшее развёртывание его беспредельного смысла и значения. Таким образом, его труды являлись для нас также ценным пособием для постижения и изучения Живой Этики.
…Записи незаменимы как спутники книг Живой Этики. Они делают книги ближе к нам.
Б. А. Данилов так пояснял соотношение «Граней Агни Йоги» с Учением Живой Этики:
Б. Н. Абрамов «считал, что основой для приближающейся Новой Эпохи является Агни Йога, и всегда помнил Слова.., что Учение Живой Этики дано человечеству на тысячелетия». Он «воспринимал её [информацию] как луч, который высвечивал со всех сторон глубину мудрости, данную человечеству для расширения и роста сознания. Под этим лучом Учение Живой Этики, как драгоценный камень, подставляет его Свету свои составляющие грани»
В книгах «Граней Агни Йоги» имеется оценка этих текстов духовным Учителем, где отмечается:
Записи эти имеют особую ценность, ибо найдена узкая тропа, ведущая в жизнь. Для тех, кто идёт после, послужат они источником Света, указующим путь. («Грани Агни Йоги». 1961 г., 128).
Будущее потребует много сил и всех знаний, которые удалось накопить. Всё будет нужно, и каждая строчка Записей окажется бесценным вкладом в строительство Нового Мира. («Грани Агни Йоги». 1967 г., 353).

#### Основные идеи
Через все книги «Граней Агни Йоги», так же как и Учения Живой Этики, красной нитью проходит краеугольная тема духовно-нравственного совершенствования. Она развивается в контексте онтологических и философско-антропологических представлений о многомерности бытия и человека, беспредельности жизни и бессмертии человеческого духа как высшей части его многоуровневой природы, цикличности существования человека в земном и надземном мирах. Духовно-нравственное совершенствование человеческого микрокосма, одновременно являющееся естественным путём его психофизического и тонко-энергетического утончения и преобразования, утверждается как:
- основное направление его эволюции;
- одно из главных условий познания себя и мира;
- путь прогрессивных изменений социального и природного бытия;
- практика жизни, ведущая человека к реализации своего предназначения как разумного существа.

В «Гранях Агни Йоги» описываются принципы развития человеческого сознания, регулирования его ментально-психических функций и реакций, формулируются правила внутренней работы над собой, своими личностными качествами и творческим потенциалом. Фокус и направленность жизненных усилий человека смещается с внешней успешности (богатство, карьера, слава и т. д.) и потребительства на развитие его внутренней многомерной природы и социальное сотрудничество. Уровень духовных достижений ярко проявляется, во-первых, в степени понимания человеком высших ценностей Добра, Красоты, Знания и, во-вторых, в том, насколько его повседневная жизнь соответствует этим критериям.
«Грани Агни Йоги» исследуют широкую палитру смысложизненных проблем. Перечислим некоторые из них: методы и способы самосовершенствования и помощи людям, сущность творчества и постоянное повышение качества своего труда, эволюционная неизбежность жизненных препятствий и стойкость духа в их преодолении, значение сердца как средоточия человеческого духа, природа сна, интуиции и парапсихических проявлений, соотношение сферы чувств и разума, направления научных исследований в области изучения тонко-энергетической природы человека и мира, устремление в будущее и строительство мировой общины и др. На страницах «Граней Агни Йоги» мы находим подробный анализ обширного спектра позитивных нравственных, познавательных и волевых качеств сознания, которыми человек постепенно должен овладеть, и соответствующих им негативных свойств, подлежащих контролю и постепенному изживанию. В чём сущность конкретного качества, какова его природа, от каких внешне схожих проявлений его следует отличать, как развивать позитивные, «вершинные» добродетели и нейтрализовать действия противостоящих им негативных (порочных) крайностей — эти и подобные вопросы изучаются детально и с разных сторон.
Многие сложные идеи нередко формулируются в «Гранях Агни Йоги» достаточно ёмко, выразительно и афористично. Приведём некоторые из таких поучительных мыслей, вполне отражающих общую позицию этого Учения по отношению к обозначенным ниже темам.
- Нравственное совершенствование.

```
 «Преуспеяние заключается не в том, как складывается земная, внешняя, жизнь, а в том, как растут внутри качества духа и огни
[
99
]
 , утверждаемые ими» (1958 г., 815)
[
100
]
. 
 «Каждодневность – ковёр достижений. Хотят мировых подвигов, но подвиг восхождения духа, совершаемый в жизни каждого дня, много труднее, потому приветствуем победителя жизни обычной, утвердившего в ней необычность». (20.11.1960 г.) 
```

```
 «Тот побеждает всё, кто самого себя сумеет победить». (1953 г., 42).
 «С тьмою борьба – только Светом, Свет укрепляя в себе». (1965 г., 474).
 «Тайна победы не в том, чтобы сломить стену внешних воздействий, а в том, чтобы удержать незатемнённым сознание им вопреки и тем утвердить превосходство духа над ними». (1964 г., 192).
 «Собой овладеть невозможно, если не контролируется мысль». (1959 г., 50).
 «Кто не владеет собою и не может себя сдерживать, тем владеет кто угодно и что угодно, но только не он сам». (1957 г., 397).
 «Если хотите расти, от препятствий не уклоняйтесь и всё, что против идёт, волею преодолевайте. Радость препятствиям указывает на высокую степень сознательности духа». (1964 г., 429).
```

- Эволюция жизни как борьба с низшим и преодоление его.

```
 «Улучшение, утончение и усовершенствование во всём – это и есть путь эволюции жизни и постоянная, непрерываемая замена старого новым…» (1959 г., 121).
 «Всякая жизнь и всякое существование, в конце концов, есть процесс целого ряда усилий, борьбы и преодоления. Жизнь – это то, что преодолевает само себя. Без преодоления нет жизни». (1952 г., 461).
```

```
 «Нельзя забыть, что элемент преодоления остаётся неизбежным при всяких условиях и никогда не прекращается борьба между низшим и высшим, пока идёт развёртывание спирали эволюции. Потому надо полюбить это состояние вечного борения духа и преодоления низшего высшим». (1953 г., 105).
 «Несовершенства и слабости не препятствия, но камни, которые попирает нога идущего к вершинам». (1953 г., 129).
 «Каждая трудность – возможность для возрастания духа. Каждое препятствие требует, чтобы духом подняться над ним и его перерасти, то есть стать сильнее его». (1963 г., 310).
 «…По росту проблем и препятствий можно судить и о росте своём». (1952 г., 229).
 «Один в поле воин – ведь это уже подвиг». (18.11.1960 г.)
 «Рост духа идёт лишь борьбою, и чем труднее она, тем лучше, тем быстрее растут его силы. Не бойтесь трудностей, но… и не отвращайтесь от них. В них заложены семена будущих возможностей». (1959 г., 52).
 «Надо понять, что лишь единой силою духа идёт преодоление. Нужно понять, что силою духа растущей ведётся борьба. Надо научиться приветствовать трудности. Трудности – это двигатели эволюции духа». (1953 г., 253).
```

- Бесконечное познание.

```
 «…Человек – это путник из бесконечного прошлого в бесконечное будущее, или процесс постоянного расширения и развёртывания сознания. И тогда земное пребывание становится путём в Беспредельность. …Кто-то мечтает об эликсире жизни и бессмертии, но этот эликсир уже найден, и имя ему – Знание, ибо оно даёт осознание жизни, которая не имеет ни конца, ни начала». (1953 г., 417).
 «Одни полагают богатство своё в вещах, которыми владеют, другие – в благах земных, но мудрый полагает его в знании. Знание есть неотчуждаемая собственность человека и, притом, незримая. Знание необъятно и беспредельно». (1953 г., 460). 
```

```
 «Мы все ученики великой Матери-Природы. Но сознательное ученичество есть показатель зрелости сознания. Учиться и накоплять опыт есть цель жизни человека. Учиться всегда и везде, учиться без конца – таков правильный путь жизни». (1953 г., 622).
 «Можно не знать, но отрицание недопустимо, ибо пресекает пути познавания мира. (1957 г., 603).
 «Конечная цель всякой истинной религии, философии, науки и самой жизни – это дать человеку знания». (1953 г, 178).
 «По каналу любви притекает знание». (1951 г., 334).
```

- Творчество, любовь к труду и его направленность к общему благу.

```
 «В труде заключается высшее благо жизни. …Труд – венец жизни. В труде познаются высшие ценности духа. В труде – оправдание жизни. …Культура труда – вот новая задача человечества. …Творческий труд – космическая задача человечества и цель его бытия. Творчество, творчество, творчество – великий удел человека». (1951 г., 49).
 «Творчество духа – высшее счастье человека». (1951 г., 241). 
```

```
 «Нет следствия без причины, и нет трудов, не приносящих следствий. Утверждён труд. Трудитесь со знанием неизбежности результатов». (1953 г., 109).
 «Величие человека измеряется степенью его отречения от себя. И все великие люди, чьи имена чтят народы, жили и работали не для себя, но для людей». (1954 г., 493).
 «Бессмертен тот, кто живёт не собою, но для других». (1961 г., 489).
```

- Устремление к Высшему.

```
 «В трудных условиях человек ищет отдушину, но лучше прорубить её вверх. Луч Света всегда над нами». (1953 г., 23).
 «Неисповедимы пути Высшие, но любите, и Высшее будет открыто для вас». (1955 г., 554). 
```

```
 «Именно равновесие надо найти, или золотую середину, между земным и небесным, чтобы и земное не забывалось и высшее не потерпело ущерба». (1965 г., 302).
 «Найти вечное во временном – значит найти тропу жизни». (1951 г., 337).
 «Итак, путь только вверх. Но подъём всегда труден. …Трудности растут по мере роста духа, и рост трудностей есть не что иное, как показатель духовного роста человека». (1954 г., 492).
 «Успех заключается не в том, чтобы не страдать, а в том, чтобы вопреки страданиям всё же идти не колеблясь». (1967 г. 350).
```

- Устремлённость к будущему.

```
 «Устремление родит возможности. Следовательно, ключ от дверей возможностей всегда в наших руках». (1953 г., 35).
 «Построением будущего, утверждаемого в настоящем, побеждаем несовершенство жизни». (1954 г., 386).    
```

```
 «Настоящее – это только отрезок пути в Беспредельность. Бессмысленно оно, если лишено будущего. (1959 г., 52).
 «Спокойно можно мыслить о будущем, ибо оно принадлежит нам. Будущее есть поле реализации желаний и устремлений настоящего. Потому рычаги будущего в наших руках. …Заботливо, осмотрительно сейте, помня о будущих всходах, неизбежных и неотвратимых, и благо вам, если семена ваших желаний и устремлений благие и созвучные эволюции». (1954 г., 655).
 «Цель настоящего – будущее. Как бы ни было хорошо настоящее, будущее всегда его шире, и глубже, и значительнее. Только разлагающееся сознание не имеет будущего». (1953 г., 410).
 «Без мешка за плечами далеко не уйти, но что в него положить? Только самое необходимое. И необходимое именно для пути восхождения. (1953 г., 24).
 «…Цель, лежащую впереди, из вида не упускайте. И тогда путь восхождения становится путём непреложности». (1954 г., 377).
```

- Устремлённость к красоте. Искусство как способ познания.

```
 «Путь к Свету есть путь к Красоте». (1951 г. 31).
 «Так утвердим Красоту на Земле как отражение Высшего Мира». (1951 г. 31).
 «Чем чернее тьма от Земли, тем ярче свет от Света. К нему и устремляйтесь...» (1956 г., 646). 
```

```
 «О познавательном значении искусства думают мало. А между тем искусство – это путь познавания тех явлений и областей жизни, которые познать другим путём невозможно. Поэт и художник как бы прозревают в сущность вещей и видят то, чего иначе увидеть нельзя. Можно задать себе вопрос: откуда композитор черпает свои мелодии? Из себя? Но их в нём нет, они приходят откуда-то. Откуда? С какими сферами связывается он, чтобы получить материал для своего творчества? Искусство есть прямой путь к осознанию Высших Миров». (1970 г., 423).
```

- Сердце и разум. (Неразвитый, эгоистический разум обозначается в «Гранях Агни Йоги» как рассудок и мозг).

```
 «Нехорошо, когда происходит борьба между рассудком и сердцем. Они должны действовать совместно и в полном согласии. Нехорошо, когда двигатель и колёса работают вразнобой. Не потому ли столько страдающих болезнями сердца, что находится оно в небрежении?» (1966 г., 452).
 «Никто не скажет: бесстрашный мозг или мужественный мозг, это звучит нелепо. Но скажут: бесстрашное или мужественное сердце. Значит, поверх рассуждения чуют, что мужество, смелость, отвага, устремление – в сердце и что огнём вдохновения сердце горит, но не холодный рассудок. …Многое бессознательно понимают люди, только отчёта себе не дают». (1966 г., 453).
```

```
 «И судия – сердце, но сердце, очищенное в мере какой-то от тьмы. Мозг уже не поможет. Пути мозга столь же извилисты, как и его извилины. И потому путь мозга заменяется путём сердца, в котором может быть сор, но нет извилин… Потому перенесение сознания в сердце, это средоточие человеческого микрокосма, будет единственным решением жизни, ибо жизнь духа – в сердце». (1963 г., 295).
 Действуйте сердцем. Его энергии: любовь, преданность, устремление и прочие качества духа. Действуйте этими энергиями сердца…» (1961 г., 30).
```

- Новая наука.

```
 «Наука давно уже углубилась в область невидимого глазу и расширила пределы материи и материальных явлений. Она пойдёт ещё дальше, ибо пути развития её бесконечны, и научно докажет экспериментальным путём существование более тонких видов материи и энергии... Будут сделаны снимки невидимых излучений магнита, металлов, растений, животных и человека. …Будет запечатлена на экране и мысль. В школах будущего будут учиться мыслить чётко и ясно, проверяя отчётливость и точность мысленных форм на особых экранах...     
```

```
 …Наука пойдёт дальше и установит путём электронного фотоаппарата наличие и существование тонкого тела и возможность пребывания в нём человеческого сознания после оставления им своего тела физического как при жизни в нём, так и после так называемой смерти. Граница между видимым и невидимым миром, которая частично уже перейдена наукой, будет стёрта совсем. ...Сверхъестественного и потустороннего ничего нет. Есть изученное и постигнутое человеком и не изученное и ещё не постигнутое им. Всё можно доказать научно, если сознание расширено достаточно и готово. Ныне достижимо всё, ибо настал век великих достижений. Завеса космических тайн поднимается человеком. Её поднимает наука». (2.01.1960 г.).
```

- Патриотизм. Сотрудничество между народами.

```
 «Родина наша – оплот Нового Мира. Будущее её лучезарно». (1970 г. 473).
 «…Ведущая – Новая Страна [Россия] – впереди. За счастье почитайте назвать себя её сыном. Через неё идёт спасение миру. Жертвою великою, всему человечеству принесённою, заслужила она право на водительство планеты. Многие за нею идут, и пойдут все». (1955 г., 362).
```

```
 «Спасительницей народов будет Новая Страна [Россия] … Несмотря на все её несовершенства, она приняла основы взаимоотношений между народами и ей даны будут самые широкие возможности повести человечество к сотрудничеству всех и во всём. …Мирное, кооперативное, невраждебное сосуществование утвердится на планете». (1970 г., 823).
 «Звериная психология вчерашнего [дня] осуждена. Братство и сотрудничество между народами – основа Нового Мира». (1954 г., 660).
 «Доброе единение ваше – дар ваш пространству и таран против тьмы». (1962 г., 79).
```

### Судьба Записей. Начало изучения
Б. Н. Абрамов оформлял записи в тетради объёмом в 200—250 страниц. Их общее количество составило более пятидесяти. После его ухода из жизни Н. И. Абрамова передала в 1980-х гг. все тетради и другие материалы Борису Андреевичу Данилову в Новосибирск. Он стал их хранителем и первым издателем.
При личной встрече с С. Н. Рерихом, младшим сыном великого художника, в 1989 г. Б. А. Данилов уточнил у него сроки издания записей Б. Н. Абрамова. С. Н. Рерих подтвердил, что Борис Николаевич был учеником его отца, и он знал о его записях от своих родителей. С. Н. Рерих посоветовал найти возможность публикации сначала наследия Е. П. Блаватской, Учения Живой Этики и писем Е. И. Рерих, а затем — придёт срок публикации и этих записей.
В том же 1989 г. Б. А. Данилов организовал издательский кооператив «АЛГИМ» , где и вышли в свет все обозначенные С. Н. Рерихом книги. Первое издание записей под общим названием «Грани Агни Йоги» началось в 1993 г. К 2017 г. опубликовано более 25 томов. Название этих книг не авторское, но оно адекватно передаёт его преемственность и содержание. В 1997 г. Б. А. Даниловым был впервые издан подробный биографический очерк о Б. Н. Абрамове «Весть принесший» . Долгие годы, вплоть до ухода из земной жизни Борис Андреевич занимался подготовкой рукописей Б. Н. Абрамова к печати и их публикацией; был участником встреч и семинаров, на которых рассматривались разные аспекты биографии и творческого наследия мыслителя.
С середины 1990-х гг. началось постепенное общественное и научное освоение духовно-философского наследия Б. Н. Абрамова.
В Новосибирске в Сибирском Рериховском Обществе (СибРО) регулярно проводились круглые столы и вечера, где Н. Д. Спирина делилась воспоминаниями о своём духовном учителе. С 1995 г. началось издание ежемесячного журнала «Восход» (до 2004 г. — «На Восходе») и книг, где публиковались материалы, связанные с жизнью и творчеством Б. Н. Абрамова. В 1997 г. СибРО была проведена конференция, приуроченная к 100-летию со дня его рождения. Тогда же впервые широкой аудитории была представлена выставка его акварелей, развёрнутая в Доме офицеров.
В 2007 г. состоялась организованная СибРО юбилейная конференция «Подвиг земной и надземный», посвящённая 110-летнему юбилею Б. Н. Абрамова. В новосибирском Музее Н. К. Рериха открылась выставка, включавшая акварели и графику Бориса Николаевича, личные вещи и фотографии. В конце июля 2017 г. в Музее прошло торжественное собрание, посвящённое 120-летию со дня рождения мыслителя, завершившееся концертом из его вокальных произведений. Также была развёрнута большая выставка «Великое Служение», на которой представлены акварельные и графические работы Б. Н. Абрамова, личные вещи и книги, фотографии и копии архивных документов.
С 1996 г. в Тульской области сведения о жизни Бориса Николаевича стали собирать краевед М. П. Чистякова (г. Щекино) и сотрудники Тульского Рериховского Общества. При поддержке администрации Венёвского района в 1997 г. в местном Краеведческом музее была организована первая экспозиция, посвящённая жизни и творчеству Б. Н. Абрамова, и основан музейный фонд семьи Абрамовых.
В том же 1997 г. в г. Венёве накануне дня рождения мыслителя состоялся День Памяти, посвящённый его 100-летнему юбилею. Так было положено начало проведению ежегодных Венёвских чтений его памяти, которые в 2017 г. были переименованы в Абрамовские. Они проходят в выходной день, ближайший к дате рождения Б. Н. Абрамова. С 2011 г. организатором Чтений стал Тульский Рериховский исследовательский центр (ТулРИЦ). Абрамовские чтения объединяют людей из самых разных уголков нашей Родины и стран ближнего зарубежья. Они носят культурно-просветительный, исследовательский характер. В 2022 г. прошли XXVI Абрамовские чтения. Материалы Чтений представлены на персональном сайте Б. Н. Абрамова.
В августе — сентябре 1997 г. прошла первая выставка, посвящённая Б. Н. Абрамову, в г. Новокузнецке, в Центральной городской библиотеке имени Н. В. Гоголя.
С 2005 г. в Новокузнецке усилиями членов Новокузнецкого городского Рериховского общества (НГРО) и Международного  Совета  Рериховских  организаций  им. С.Н.  Рериха проводятся Кузбасские чтения памяти Б. Н. Абрамова, издаются сборники материалов Чтений и ведётся работа по изучению и дальнейшему изданию его трудов. Сначала площадкой для проведения Чтений была Центральная городская библиотека им. Н. В.Гоголя, затем, начиная с пятых чтений, Сибирский государственный индустриальный университет. Инициативу общественности поддержал Б. А. Данилов, руководитель издательства «АЛГИМ» (г. Новосибирск), присутствовавший на первых чтениях в Новокузнецке в 2005 г.
После ухода из жизни Б. А. Данилова подготовку рукописей Бориса Николаевича продолжает вести Н. Н. Величко, сотрудница НГРО.
С 2012 г. Международный  Совет  Рериховских  организаций  им. С.Н.  Рериха  совместно  с  Международным  Центром  Рерихов стали проводить каждые пять лет международные форумы, посвященные  наследию  Б.Н. Абрамова. В 2012 г. в Москве в Центре-Музее им. Н. К. Рериха и в г. Венёве прошёл общественно-научный форум «Пути Духа — пути Культуры», посвящённый 115-летию со дня рождения Б. Н. Абрамова. В рамках этого форума в Центре-Музее состоялась общественно-научная конференция «Грани философии космической реальности в жизнетворчестве Б. Н. Абрамова», материалы которой опубликованы в сборнике «Пути Духа — пути Культуры». В 2017 г. Международным Советом Рериховских организаций им. С. Н. Рериха и Международным Центром Рерихов был организован международный общественно-научный форум, приуроченный к 120-летнему юбилею Б. Н. Абрамова. Одним из его мероприятий стала конференция «„Чтобы приблизить Учение к жизни“: „Грани Агни Йоги“ о проблеме защиты ценностей Культуры». В 2022 г. прошел XIV международный общественно-научный форум, посвященный 125-летию со дня рождения Б. Н. Абрамова «Культура — врата в Будущее», в рамках которого состоялась международная научно-общественная конференция «Учение знаменует Новую Эпоху: „Грани Агни Йоги“ о Живой Этике и путях развития нового космического мышления».
В 2015 г. Тульским Рериховским исследовательским центром была подготовлена передвижная философско-художественная выставка «Верхний путь Духа: жизнь и творчество Б. Н. Абрамова». На шести стендах выставки были представлены фотографии, репродукции картин и акварелей, поэтические и философские тексты. Выставка экспонировалась в филиале Центральной библиотеки и в Доме культуры г. Венёва (08.2015-02.2016), в Государственном Музее-институте семьи Рерихов в Санкт-Петербурге (10.2015), в Тульском областном художественном музее (02-03.2016) и параллельно прошла в Доме Русского Зарубежья им. А. Солженицына в Москве (02.-04.2016).
В 2017 г. в рамках Юбилейных Абрамовских чтений в г. Венёве состоялось торжественное открытие Музея Б. Н. Абрамова, созданного усилиями сотрудников двух организаций — СибРО и ТулРИЦ, а также обновлённой Мемориальной доски, посвящённой Б. Н. Абрамову.
В 2018—2019 гг. разработан персональный сайт Б. Н. Абрамова, где многосторонне представлено его философское и художественное творчество, а также Материалы Абрамовских чтений.

### Литературное, музыкальное и живописное творчество
Абрамов был всесторонне образованным человеком: любил и хорошо знал литературу, музыку, живопись, разбирался в технике. Писал стихи и рассказы на духовно-нравственные темы, рисовал акварели — пейзажи и символические картины, играл на фортепиано и сочинял музыку. Н. Д. Спирина, ученица Бориса Николаевича, отмечала, что он не уделял этой стороне своего творчества большого внимания. Вместе с тем, оно настолько ярко отражает его мировоззрение и гармонично по форме, что о нём стоит сказать особо.
Художественное творчество Абрамова дошло до нас не в полном объёме. В его записях и письмах мы находим описание акварелей и названия рассказов, до настоящего времени не обнаруженных. То, что нам известно из его творческого наследия, преимущественно относится к харбинскому периоду его жизни.
Литературное, музыкальное и живописное творчество Абрамова наполнено стремлением передать красоту и одухотворённость жизни, приоткрыть тайны тонкой, духовной реальности, доступной чуткому и чистому сознанию человека. Содержание его произведений отражает глубокое проникновение в сущность духовно-философских идей Учения Живой Этики.
Стихи и рассказы Б. Н. Абрамова, написанные в 1940—1950-х гг., впервые опубликованы в альманахе «Феникс» (г. Аделаида, Австралия).
Поэтические произведения построены на ярких, запоминающихся метафорах («Белый орёл», «Ёлочка» и др.) и выразительных противопоставлениях («Мрачны и тесны пределы земные…»). В образной форме здесь передаются глубокие философские идеи о многомерности человеческой природы, присутствии в нас света духа, озаряющего сознание, о его неутолимом стремлении к своей высшей, небесной родине.
Н. Д. Спирина, сама глубокий поэт, отмечала, что в творчестве Б. Н. Абрамова «ярко вырисовываются три основные темы: земная жизнь, надземное существование и путь к Высшему Миру. …Тягостен мир земной. Ничто земное не привлекает поэта. …Он утверждает, что цель земного существования — это найти путь к Красоте Высших Миров. …Поэт считает, что препятствия, правильно понятые, не только не мешают, но именно способствуют восхождению».
Лейтмотивом в поэзии Абрамова звучат темы горнего пути, символизирующего духовное восхождение человека («Голгофа жизни», «Ночью ненастною путники дальние…», «Путь горний»), неустанной борьбы и преодоления себя и жизненных испытаний («Напутствие», «Жемчужины»), сердечного обращения к духовному Учителю как ведущему и руководящему началу («Устремлённое сердце горит…», «Звёзды духа»). Есть стихотворения, посвящённые Сергию Радонежскому («Наш жизненный путь — тернистый…»), Е. И. Рерих («Из туманных глубин неосознанных дней…»), а также написанные по картинам Н. К. Рериха («Холм» — по картине «Сам Вышел»).
Смысл жизни
Для любви, красоты и мечты
В этом мире живём мы теперь,
Чтоб найти, распахнуть и войти
В Сад Прекрасный ведущую дверь.
Чтобы сердце сумело понять
Всю великую благость Творца,
Чтоб душа захотела отдать

Жизни вечной себя до конца.
Ёлочка
Ёлочка стройная, вечно зелёная,
Скромным нарядом горда,
Лето ли, осень, зима ли суровая, –
Ты неизменна всегда.
Ёлочку дальнюю, ёлочку дикую,
Хочется просто спросить:
Как равновесие, силу великую,

В жизни земной сохранить?
Многие параграфы, из которых состоит текст «Граней Агни Йоги» , написаны белым стихом (1952 г. 528; 1954 г., 112; 1958 г., 192 и др.). Иногда присутствует разделение на стихотворные строки и рифма (1951 г. 158, 160 и др.).
Стихотворения Абрамова внутренне музыкальны, и некоторые из них были положены на музыку. До нас дошли ноты 16 вокальных произведений Абрамова . По воспоминаниям Н. Д. Спириной, Борис Николаевич любил классическую музыку, обладал красивым голосом, пел.
И. К. Дмитриев, пианист, композитор, заслуженный деятель культуры Республики Алтай, определяет жанровую принадлежность музыкальных миниатюр Б. Н. Абрамова как духовную музыку с элементами других жанров: «…В „Устремлённом сердце“ совершенно явные черты романса начала XX века. Произведение „Поют струны“ — это как бы импровизация, сродни той, что мы встречаем в пении алтайских сказителей… „Олень“ — это типичная баллада. Произведение „Чертя крылом“ по жанру также близко к балладе или, скорее, к рапсодии…»
С 2007 г. вокальные произведения Абрамова исполняются солистами Новосибирского театра оперы и балета. В Музее Н. К. Рериха в Новосибирске регулярно проходят концерты, где звучат эти произведения.
В фондах новосибирского Музея Н. К. Рериха хранятся 13 рисунков, выполненных графитовым карандашом, и 17 акварельных рисунков Б. Н. Абрамова. Большинство этих работ было передано Н. Д. Спириной Н. И. Абрамовой в 1974 г. Одна из акварелей с изображением нарциссов была подарена автором на день рождения другу (позже вдова передала её в Музей). Ещё одна, 18-я акварель сохранилась только в виде цветной репродукции.
13 из 17 акварелей датированы январём 1941 г. Названия своим произведениям Б. Н. Абрамов не давал.
Первая публикация рисунков была осуществлена в 1997 г. в журнале СибРО «Перед Восходом». В том же году, к столетию со дня рождения Бориса Николаевича, акварели впервые экспонировались во время юбилейной конференции в Новосибирске.
Живописные и графические работы Абрамова глубоко символичны. На акварелях мы встречаем мотивы, близкие к символике Н. К. Рериха. Горы и восхождение на них символизируют жизненный путь человека, устремлённого к достижению избранных идеалов и высших ценностей духа. Путь этот наполнен препятствиями и суровыми испытаниями. На многих рисунках изображена узкая горная тропа, по которой поднимаются человеческие фигуры. В этих работах центральное место занимает образ духовного Учителя, самоотверженно охраняющего и оберегающего путников жизни от угрожающих им злых и разрушительных сил.
Свои размышления о жизни художник выражает и в пейзажах: холмы, реки, перелески обозначены плавными, мягкими линиями, что вносит ощущение тишины и спокойного величия природы. На переднем плане одного из пейзажей чётко прорисованы деревья, порушенные природными стихиями, и огромные валуны, среди которых они, кажется, просто чудом смогли укрепиться и вырасти. Эти деревья символизируют внутреннюю стойкость и силу противостояния окружающим, часто враждебным условиям жизни. Уходящая вдаль бескрайняя гладь реки создаёт ощущение безграничности пространства, заставляя задуматься о непрерывном течении жизни.
В графических работах Абрамова повторяется образ птицы с камнем в клюве. На некоторых рисунках имеется надпись «Алатырь». Алатырь — «в русских средневековых легендах камень с чудесными и целебными свойствами» , символ мощи природы, вечности и бесконечности движения вселенной.

## Памятные места

### В Венёве Тульской области
Первая Мемориальная доска, посвящённая Б. Н. Абрамову, в г. Венёве Тульской области была установлена к 110-летию со дня его рождения по инициативе Сибирского Рериховского Общества (СибРО, Новосибирск) в 2007 г. Художница — Н. И. Кулакова (г. Москва). Мемориальная доска была размещена на торце жилого пятиэтажного здания, построенного на месте дома, где жили Б. Н. и Н. И. Абрамовы с 1965 по 1972 гг. (ул. Советская, 15).
В 2017 г. было принято решение о её замене. Тульский Рериховский исследовательский центр (ТулРИЦ) на общественные средства организовал создание новой Мемориальной доски, выполненной талантливым скульптором А. Д. Леоновым с барельефом Б. Н. Абрамова.
В 2016 г. возле этого жилого здания, создан Сквер имени Б. Н. Абрамова (ул. Советская, 15). Строительство было осуществлено сотрудниками ТулРИЦа на собранные рериховским сообществом средства. Сквер является памятным туристическим маршрутом, местом отдыха и прогулок для жителей и гостей города.
В юбилейный 2017 г. СибРО и ТулРИЦ основали общественный Музей Б. Н. Абрамова в г. Венёве, который посвящён его жизненному и духовному пути. В Музее представлены редкие фотографии, скан-копии уникальных архивных документов, личные вещи, книги, высококачественные репродукции живописных работ Н. К. Рериха и Б. Н. Абрамова. Музей Б. Н. Абрамова ведёт фондовую, экспозиционную, экскурсионную, научно-исследовательскую, просветительскую и издательскую деятельность. Работа Музея ведётся на волонтёрской основе сотрудниками двух организаций — ТулРИЦ и СибРО.
Адрес Музея Б. Н. Абрамова: Тульская обл., г. Венёв, ул. Советская, д. 15, кв. 17.
Посмотреть на Яндекс-карте
Посмотреть 2-ГИС
Режим работы — по предварительной записи.
Музей Б. Н. Абрамова, Сквер его имени и Мемориальная доска образуют единое духовно-культурное пространство, в создании которого выразились уважение и добрая память о Б. Н. Абрамове, мыслителе и деятеле культуры.
В Краеведческом музее г. Венёва хранится фонд Б. Н. и Н. И. Абрамовых, проводятся временные экспозиции, содержащие личные вещи семьи, фотографии, книги, репродукции акварелей Б. Н. Абрамова.
Сайт, посвященный жизни и творчеству Б.Н. Абрамова: https://bn-abramov.ru

### В Новосибирске
В Музее Н. К. Рериха в Новосибирске в Мемориальном кабинете Н. Д. Спириной в постоянной экспозиции представлены фотовыставка о Б. Н. Абрамове, копии его записей, писем к Н. Д. Спириной, нотных текстов его музыкальных произведений. Также регулярно проводятся временные выставки, где экспонируются подлинники акварельных и графических работ Б. Н. Абрамова, его личные вещи и книги.

### В Новокузнецке
В постоянной экспозиции Народного музея семьи Рерихов — культурно-образовательного центра библиотеки им. Д. С. Лихачёва в Новокузнецке представлены фотографии, факсимильные копии нотных тетрадей Б. Н. Абрамова из архива Б. А. Данилова, книги «Грани Агни Йоги», сборники материалов Кузбасских чтений памяти Б. Н. Абрамова. Во время проведения Кузбасских чтений экспонируются репродукции акварелей Бориса Николаевича и другие материалы.

## Фильмография
- Моление о чаше. 2000 г. Новомосковская рериховская группа, Новомосковск Тульской обл. Текст фильма.
- Духовный сын. 2001 г. Новомосковская рериховская группа, Новомосковск Тульской обл.
- Лампада пустыни. 2006 г. Кузбасское Рериховское Общество, Новокузнецк.
- Сребротканная нить. Слайд-композиция. 2006 г. СибРО, Новосибирск. Рассказ Н. Д. Спириной о поэзии Б. Н. Абрамова.
- Устремлённое сердце. 2007 г. Студия СибРО, Новосибирск. Фильм к 110-летию со дня рождения Б. Н. Абрамова.
- Встречи в Венёве. Воспоминания о Б. Н. Абрамове. 2007—2012 гг. Студия СибРО, Новосибирск.
- Тропы необычности. О жизни и творчестве Б. Н. Абрамова и Н. Д. Спириной. 2010 г. Студия СибРО, Новосибирск. Фильм о жизни и творчестве Б. Н. Абрамова и его духовной ученицы Н. Д. Спириной. «Там, где кончаются дороги, исхоженные множеством ног, начинаются тропы необычности».

Музыкальные произведения. Музыка и слова Б. Н. Абрамова
Исполняют С. Кузьмин, О. Колобова и А. Лебедев, солисты Новосибирского государственного академического театра оперы и балета. Аккомпанемент — засл. деятель культуры Республики Алтай И. Дмитриев.
- «Устремлённое сердце»
- «Птица залётная» и «На цветущих лугах (Замок чудес)»
- «Замок чудес»
- «Холм»
- «Кавказ, Алтай и Гималаи»
- Юбилейный концерт из вокальных произведений Б. Н. Абрамова. 30 июля 2017 г. Музей Н. К. Рериха в Новосибирске. Заключительная часть программы Торжественного собрания, посвящённого 120-летию со дня рождения Б. Н. Абрамова.

Музыка и слова — Б. Н. Абрамова. Исполнители: О. Колобова, солистка Театра оперы и балета г. Новосибирска (сопрано). Аккомпанемент — И. Дмитриев, засл. деятель культуры Республики Алтай (фортепиано).

### Издания 1990-х гг. (Записи 1960—1972 гг.)
- Грани Агни Йоги. 1960 г. Новосибирск: ППК «Полиграфист», «Алгим», 1993. 228 с. (1-е изд.)
- Грани Агни Йоги. 1961 г. Новосибирск: ППК «Полиграфист», «Алгим», 1994. 400 с. (1-е изд.)
- Грани Агни Йоги. 1962 г. Новосибирск: ППК «Полиграфист», «Алгим», 1994. 320 с. (1-е изд.)
- Грани Агни Йоги. 1963 г. Новосибирск: ППК «Полиграфист», «Алгим», 1994. 320 с. (1-е изд.)
- Грани Агни Йоги. 1964 г. Новосибирск: ППК «Полиграфист», «Алгим», 1994. 320 с. (1-е изд.)
- Грани Агни Йоги. 1965 г. Новосибирск: ППК «Полиграфист», «Алгим», 1995. 288 с. (1-е изд.)
- Грани Агни Йоги. 1966 г. Новосибирск: ППК «Полиграфист», «Алгим», 1995. 320 с. (1-е изд.)
- Грани Агни Йоги. 1967 г. Новосибирск: «ЭКОР», «Алгим», 1995. 320 с. (1-е изд.)
- Грани Агни Йоги. 1968 г. Новосибирск: «ЭКОР», «Алгим», 1996. 320 с. (1-е изд.)
- Грани Агни Йоги. 1969 г. Новосибирск: «Алгим», «Цэрис», 1996. 288 с. (1-е изд.)
- Грани Агни Йоги. 1970 г. Новосибирск: «Алгим», «Цэрис», 1997. 288 с. (1-е изд.)
- Грани Агни Йоги. 1971 г. Новосибирск: «Алгим», «Цэрис», 1997. 288 с. (1-е изд.)
- Грани Агни Йоги. 1972 г. Новосибирск: «Алгим», «Цэрис», 1998. 288 с. (1-е изд.)

### Издания после 2000 г. (Записи 1951—1960-х гг.)
- Грани Агни Йоги. 1951 г. Новосибирск: «Алгим», 2014. 208 с. (1-е изд.)
- Грани Агни Йоги. 1952 г. В 2 ч. Новосибирск: «Алгим», ч. 1 — 2013. 304 с.; ч. 2 — 2014. 312 с. (1-е изд.)
- Грани Агни Йоги. 1953 г. В 2 ч. Новосибирск: «Алгим», 2012. ч. 1 — 406 с.; ч. 2 — 408 с. (1-е изд.)
- Грани Агни Йоги. 1954 г. Новосибирск: «Алгим», 2011. 520 с. (1-е изд.)
- Грани Агни Йоги. 1954 г. Новосибирск: «Алгим», 2017. 968 с. (2-е изд., дополн.)
- Грани Агни Йоги. 1955 г. В 2 ч. Новосибирск: «Алгим», 2015. ч. 1 — 392 с.; ч. 2 — 2016. 416 с. (2-е изд., доп.)
- Грани Агни Йоги. 1956 г. Новосибирск: «Алгим», 2009. 640 с. (1-е изд.)
- Грани Агни Йоги. 1957 г. Новосибирск: «Алгим», 2008. 560 с. (1-е изд.)
- Грани Агни Йоги. 1957 г. Новосибирск: «Алгим», 2021. 632 с. (2-е изд., дополн.)
- Грани Агни Йоги. 1958 г. В 2 ч. Новосибирск: «Алгим», 2013. ч. 1 — 320 с.; ч. 2 — 328 с. (2-е изд., дополн.)
- Грани Агни Йоги. 1959 г. Новосибирск: «Алгим», 2004. 240 с. (1-е изд.)
- Грани Агни Йоги. 1959 г. Новосибирск: «Алгим», 2023. 320 с. (2-е изд., дополн.)
- Грани Агни Йоги. 1960 г. Новосибирск: «Алгим», 2015. 336 с. (2-е изд., дополн.)
- Грани Агни Йоги. 1963 г. Новосибирск: «Алгим», 2019. 560 с. (2-е изд., дополн.)
- Грани Агни Йоги. 1964 г. Новосибирск: «Алгим», 2020. 624 с. (2-е изд., дополн.)
- Грани Агни Йоги. 1965 г. Новосибирск: «Алгим», 2021. 528 с. (2-е изд., дополн.)
- Грани Агни Йоги. 1966 г. Новосибирск: «Алгим», 2018. 496 с. (2-е изд., дополн.)
- Грани Агни Йоги. 1967 г. Новосибирск: «Алгим», 2024. 596 с. (2-е изд., дополн.)

### Сборники, составленные на основе Записей Б. Н. Абрамова
- Искры Света. Из бесед Б. Н. Абрамова с Н. Д. Спириной. Выпуск. 1-8: 1946—1971 гг. Новосибирск: ИЦ Россазия СибРО, 2000—2012.
- Самосовершенствование. Грани Агни Йоги. Сост. Г. Ф. Егорова. Самара, 2006. 236 с.
- Абрамов Б. Н. Послания Шамбалы: Духовное Общение с Учителем М. и Рерихами. М.: Эксмо, 2012. ISBN 978-5-699-53765-5; ISBN 978-5-699-59449-8 (2-е, перераб. изд.)
- Абрамов Б. Н. Свет Агни Йоги. М.: Эксмо, 2012. ISBN 978-5-699-55431-7
- Абрамов Б. Н. 12 ступеней мудрости. М.: Эксмо, 2012. ISBN 978-5-699-57593-0
- Абрамов Б. Н. Путь к истине. М.: Эксмо, 2012. ISBN 978-5-699-60199-8
- «Матерь Великую сердцем примите…»: Из Записей Б. Н. Абрамова. Новосибирск: ИЦ РОССАЗИЯ, 2015. 152 с. ISBN 978-5-860910-61-4
- Евангельские формулы в «Гранях Агни Йоги». Выпуск 1-6 / Сост. З. Я. Новичкова. Новосибирск: ИЦ РОССАЗИЯ, 2019—2020. ISBN 978-5-604-22010-8
- 1800 мудрых мыслей и афоризмов. Из Записей Б. Н. Абрамова: сборник / Сост и ред. Н. В. Башкова. М.: Амрита, 2019. 248 с. ISBN 978-5-413-01978-8
- Будущее человечества. Сборник. Из Записей Б. Н. Абрамова и Учения Живой Этики. / Сост. Н. Ф. Василькова. Новосибирск: ИЦ «Россазия», 2019. 120 с.
- Энциклопедия духовных качеств в мудрых изречениях и размышлениях / Сост. и ред. Н. В. Башкова. СПб.: Алетейя, 2024 (1-е изд. - 2020). 362 с. ISBN 978-5-00-165056-0
- ИСКРЫ СВЕТА. Из Бесед Б.Н. Абрамова с Н.Д. Спириной. Новосибирск: ИЦ Россазия, 2021. 544 с., фото.

### Издания художественных произведений и писем
- Письма Б. Н. Абрамова к Е. Г. Зариной // Журнал «Новые мысли, новые пути». 1922 г., № 12, 13. Раздел «Теософическое движение в области в письмах».
- Абрамов Б. Н. Акварели. Набор открыток. Новосибирск: Сибирское Рериховское общество, 1997. 17 рис.
- Абрамов Б. Н. Устремлённое сердце: К 100-летию со дня рождения. Сборник. Новосибирск: Сибирское Рериховское общество, 1997.
- Абрамов Б. Н. Сребротканная нить: Сборник стихов. Новосибирск: Сибирское Рериховское общество, 1999. 48 с.
- «По праву сыновства». Письма Б. Н. Абрамова к Е. И. Рерих // Культура и время, 2008, № 2. С. 17-25. Отдел рукописей МЦР (№ 2184). Подготовка текста и комментарии О. А. Лавреновой.
- Абрамов Б. Н. Путь Горний. Для голоса в сопровождении фортепиано: Нотный сборник. Новосибирск: ИЦ РОССАЗИЯ, 2009. 48 с.
- Абрамов Б. Н. Устремлённое сердце: К 110-летию со дня рождения. Сборник (Записи. Рассказы. Стихи. Письма. Воспоминания о Б. Н. Абрамове и его творчестве). Новосибирск: ИЦ РОССАЗИЯ, 2007. 352 с. 2-е изд, дополн.
- Абрамов Б. Н. Рассказы. Стихи. Новосибирск: ИЦ РОССАЗИЯ, 2011. 48 с.
- Абрамов Б. Н. Устремлённое сердце. К 115-летию со дня рождения. Сборник (Записи. Рассказы. Стихи. Письма. Письма Е. И. Рерих к Б. Н. и Н. И. Абрамовым. О Б. Н. Абрамове и его творчестве). Новосибирск: ИЦ РОССАЗИЯ, 2012. 3-е изд, дополн.
- «Радуюсь огню Вашего сердца». Из писем Е. И. Рерих к Б. Н. и Н. И. Абрамовым. Новосибирск: ИЦ Россазия СибРО, 2012. 128 с.
- Стойкость духа. Письма Б. Н. и Н. И. Абрамовых к Н. Д. Спириной. Новосибирск: ИЦ РОССАЗИЯ, 2017. 384 с.

### О жизни и творчестве Б.Н. Абрамова
- Абрамов Б. Н. в статьях, документах, письмах. Новосибирск: СибРО: ИЦ «Россазия», 2019. 216 с., илл.
- Летопись жизни Б. Н. Абрамова. К 125-летию со дня рождения. Новосибирск: ИЦ «Россазия» СибРО, 2022. 1-е изд. 164 с., илл.
- Летопись жизни Б.Н. Абрамова. Новосибирск: ИЦ «Россазия» СибРО, 2023. 2-е изд. 192 с., илл.

### Акварели Б. Н. Абрамова
- Акварели Б. Н. Абрамова

Сайт, посвященный жизни и творчеству Б.Н. Абрамова: https://bn-abramov.ru
Сообщество «ВКонтакте»: "Б.Н. Абрамов – духовный ученик Н.К. и Е.И. Рерих": https://vk.com/b.n.abramov